# Uefa
Europeiska fotbollsförbundet (engelska: Union of European Football Associations, UEFA; svensk förkortning Uefa) är Europas fotbollskonfederation grundad i Basel i Schweiz den 15 juni 1954 efter diskussioner mellan de italienska, franska och belgiska nationella fotbollsförbunden. Uefas huvudkontor ligger sedan år 1995 i Nyon i Schweiz. Uefa är ett av sex kontinentala fotbollsförbund.
Uefa representerar de nationella fotbollsförbunden i Europa samt arrangerar nations- och internationella klubbturneringar, däribland Champions League, Europa League, Europa Conference League, Women's Champions League, Nations League och Europamästerskapet i fotboll. Organisationen förfogar även över prispengar, föreskrifter och mediarättigheter till fotbollsturneringarna.

## Historia

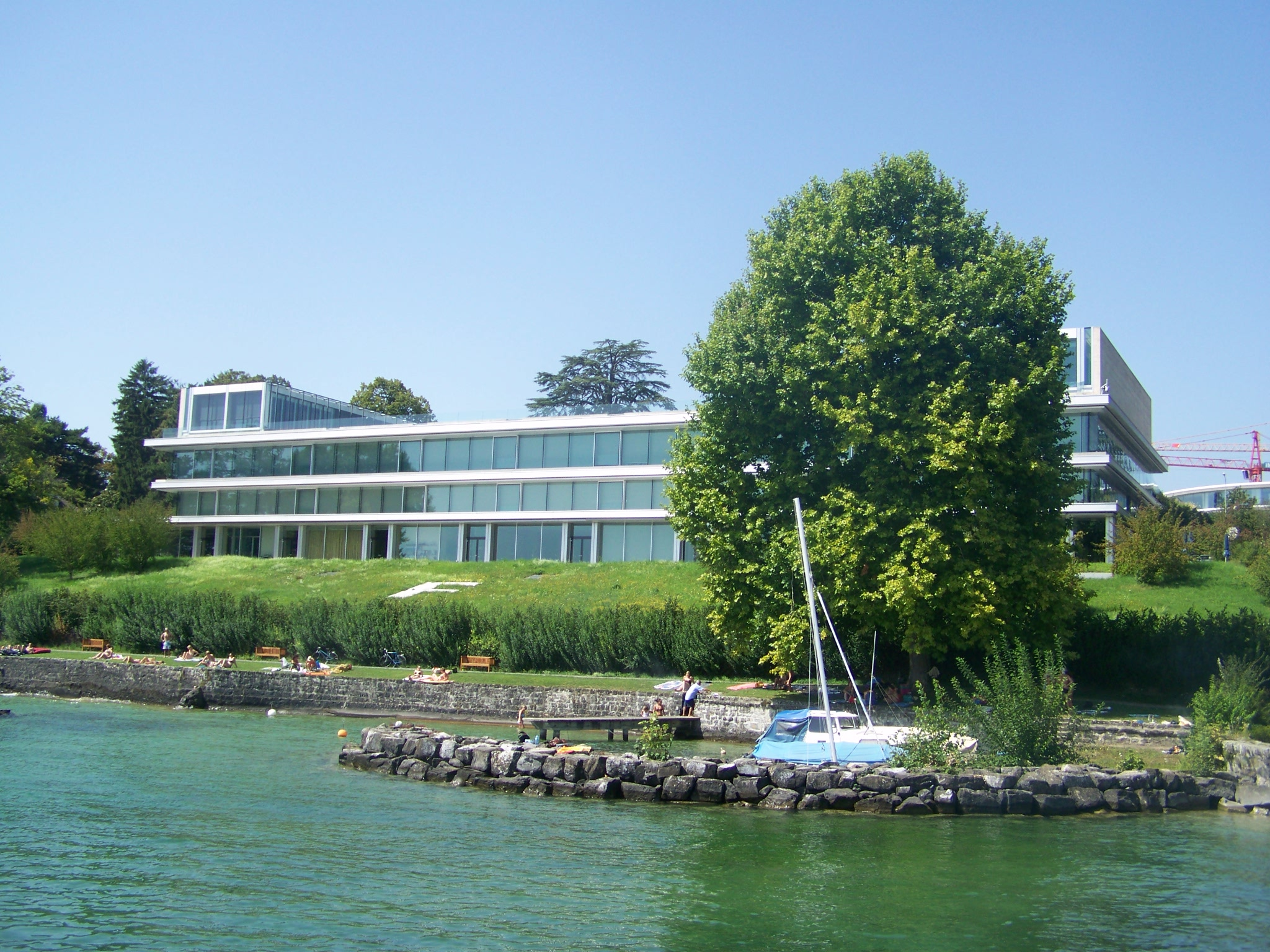
Uefas högkvarter i Nyon, Schweiz

Uefa grundades den 15 juni 1954 i Basel, Schweiz efter diskussioner mellan de italienska, franska och belgiska fotbollsförbunden. På det första medlemsmötet närvarade 25 medlemmar, emellertid var 6 andra medlemmar inte tillstädes vid mötet men ansågs fortfarande vara en del bland de instiftande medlemmarna, vilket resulterade i 31 förbund som grundare av Uefa.
Uefa växte till mer än 50 medlemmar i mitten av 1990-talet, då nya förbund uppstod efter upplösningarna av Sovjetunionen, Jugoslavien och Tjeckoslovakien. Fram till 1959 var högkvarteren belägna i Paris, och senare i Bern. År 1995 flyttade Uefa högkvarteren till Nyon i Schweiz.

## Presidenter
- Ebbe Schwartz (1954–1962†)
- Gustav Wiederkehr (1962–1972†)
- Artemio Franchi (1972–1983†)
- Jacques Georges (1983–1990†)
- Lennart Johansson (1990–2007†)
- Michel Platini (2007–2016)
- Aleksander Čeferin (2016–)

## Medlemsländer
Uefa har 55 nationella fotbollsförbund som medlemmar. Dessa representerar följande nationer:
- Albanien (dam ·  herr)
- Andorra (dam ·  herr)
- Armenien (dam ·  herr)
- Azerbajdzjan (dam ·  herr)
- Belarus (dam ·  herr)
- Belgien (dam ·  herr)
- Bosnien och Hercegovina (dam ·  herr)
- Bulgarien (dam ·  herr)
- Cypern (dam ·  herr)
- Danmark (dam ·  herr)
- England (dam ·  herr)
- Estland (dam ·  herr)
- Finland (dam ·  herr)
- Frankrike (dam ·  herr)
- Färöarna (dam ·  herr)
- Georgien (dam ·  herr)
- Gibraltar (dam ·  herr)
- Grekland (dam ·  herr)
- Irland (dam ·  herr)
- Island (dam ·  herr)
- Israel (dam ·  herr)
- Italien (dam ·  herr)
- Kazakstan (dam ·  herr)
- Kosovo (dam ·  herr)
- Kroatien (dam ·  herr)
- Lettland (dam ·  herr)
- Liechtenstein (dam ·  herr)
- Litauen (dam ·  herr)
- Luxemburg (dam ·  herr)
- Malta (dam ·  herr)
- Moldavien (dam ·  herr)
- Montenegro (dam ·  herr)
- Nordirland (dam ·  herr)
- Nordmakedonien (dam ·  herr)
- Nederländerna (dam ·  herr)
- Norge (dam ·  herr)
- Polen (dam ·  herr)
- Portugal (dam ·  herr)
- Rumänien (dam ·  herr)
- Ryssland (dam ·  herr)
- San Marino (dam ·  herr)
- Schweiz (dam ·  herr)
- Serbien (dam ·  herr)
- Skottland (dam ·  herr)
- Slovakien (dam ·  herr)
- Slovenien (dam ·  herr)
- Spanien (dam ·  herr)
- Sverige (dam ·  herr)
- Tjeckien (dam ·  herr)
- Turkiet (dam ·  herr)
- Tyskland (dam ·  herr)
- Ukraina (dam ·  herr)
- Ungern (dam ·  herr)
- Wales (dam ·  herr)
- Österrike (dam ·  herr)

## Turneringar
Uefa arrangerar alla större europeiska fotbollsturneringar, som till exempel:
- Europamästerskapet i fotboll (för herrar)
- Europamästerskapet i fotboll för damer
- Uefa Champions League
- Uefa Europa League
- Uefa Europa Conference League
- Uefa Nations League
- Intertotocupen
- Uefa Women's Champions League
- U21-Europamästerskapet i fotboll
- Europamästerskapet i futsal
- Uefa Youth League
- Uefa Futsal Cup